# ماساتو ميدزكي
ماساتو ميدزكي (باليابانية: 水木 将人) (3 نوفمبر 1991 في كاناغاوا في اليابان – )؛ هو لاعب كرة قدم ياباني سابق كان يلعب كلاعب وسط.

## وصلات خارجية
- ماساتو ميدزكي على موقع رابطة كرة القدم اليابانية للمحترفين (اليابانية)